# Maxing Stüberl

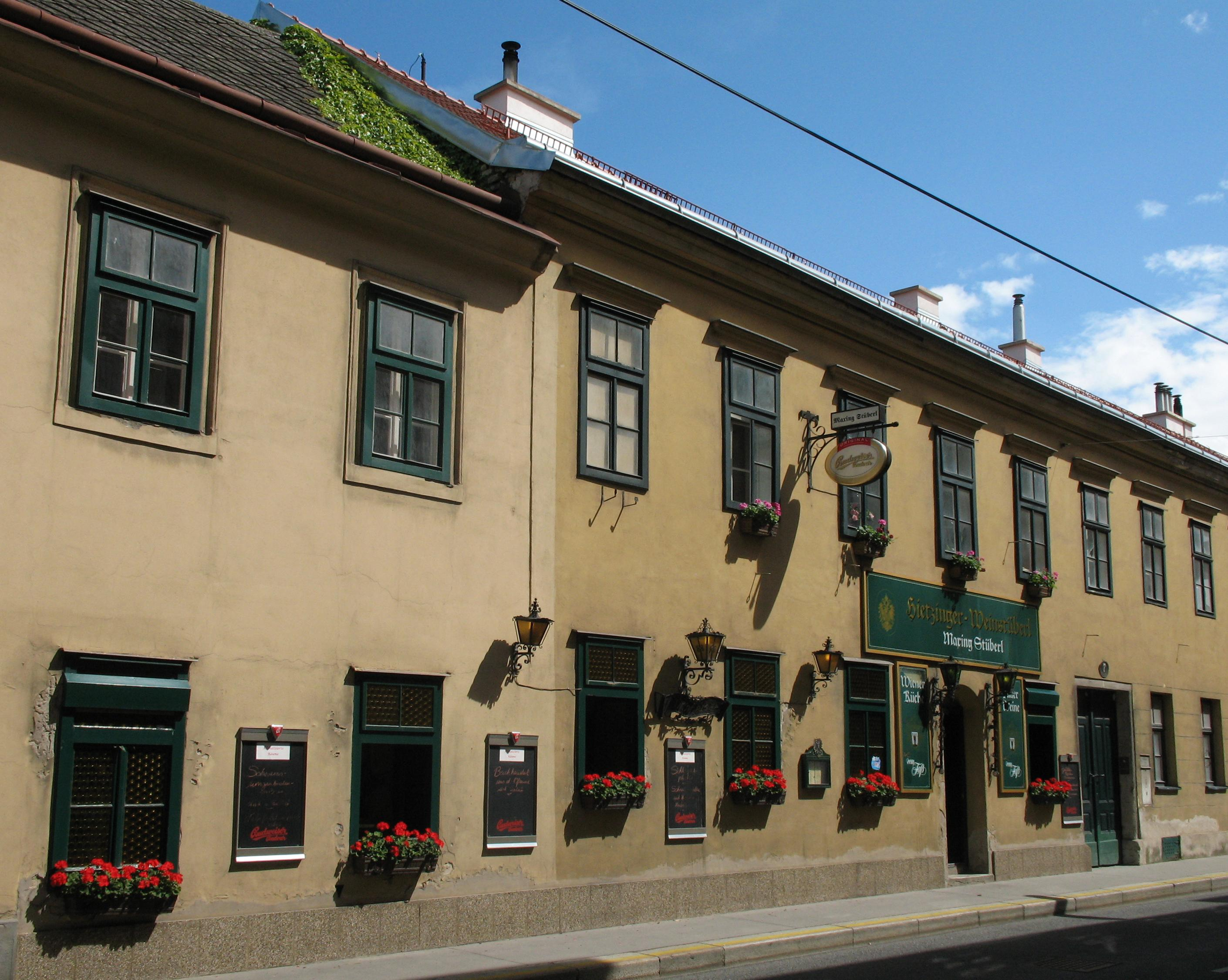
Maxing Stüberl

Das Maxing Stüberl (auch Maxingstüberl) ist ein traditionsreiches Gasthaus im 13. Wiener Gemeindebezirk Hietzing in Österreich. Es befindet sich am Rande des Botanischen Gartens von Schloss Schönbrunn in einem der denkmalgeschützten sogenannten Bäckenhäuser, die wahrscheinlich Wohnhäuser für Handwerker und Bedienstete des Schlosses waren. Seit seiner Gründung im Jahr 1805 hat sich das Gasthaus als fester Bestandteil der Wiener Wirtshauskultur und Beisl-Szene etabliert und wird von prominenten Gästen besucht. 

## Geschichte
Das heutige Maxing Stüberl, ursprünglich 1805 als Hietzinger Weinstüberl eröffnet, liegt am Rande des ehemaligen Weinbaugebiets, der Gemeinde Ober-Sankt-Veit. Es diente ursprünglich als Wirtshaus für das Personal und die Handwerker des nahegelegenen Schlosses Schönbrunn. Der Name Maxing Stüberl leitet sich vom Namen der kleinen Ansiedlung Maxing ab, in der es sich befand, die ab etwa 1850 zu Ehren von Erzherzog Ferdinand Maximilian so genannt wurde.
Im Laufe der Jahre entwickelte sich das Gasthaus zu einem Treffpunkt für Künstler und Intellektuelle, was es heute noch ist. Berühmte Persönlichkeiten wie Kaiser Franz Joseph I., der hier oft mit Katharina Schratt speiste, sowie Johann Strauss Sohn, Egon Schiele und Gustav Klimt zählten zu den Stammgästen.
Während des Zweiten Weltkriegs wurde das Gebäude schwer beschädigt, jedoch in den Nachkriegsjahren von der Gemeinschaft wieder aufgebaut und steht heute unter Denkmalschutz. 
Nach finanziellen Schwierigkeiten übernahm im Jahr 2019 Walter Wendt die Geschäftsführung. Im April 2022 wurde der Gastgarten im Innenhof eröffnet, der Platz für 50 Gäste bietet.
Im August 2024 diente das Maxing Stüberl als Drehort für den Film Anton Bruckner – Das rätselhafte Genie über den Komponisten Anton Bruckner.

## Architektur und Ambiente
Das Maxing Stüberl zeichnet sich durch seine traditionelle Wiener Wirtshausatmosphäre aus. Die Innenräume sind mit dunklem Holz, einem grünen Kachelofen und historischen Dekorationen ausgestattet, die den Charme vergangener Zeiten bewahren. Die charakteristische dunkle Farbe der Holzvertäfelung wurde durch einen speziellen Anstrich erreicht, der als Ochsenblut bekannt ist und in der traditionellen Holzgestaltung Verwendung fand.
Ein zentrales historisches Element ist der kunstvoll gestaltete grüne Kachelofen. Die plastischen Darstellungen von Frauen mit Kinderkrippen auf einigen Kacheln erinnern an die ursprüngliche Nutzung der Räumlichkeiten als Kinderbetreuungsstätte für die Angestellten des nahe gelegenen Schlosses Schönbrunn. Der Kachelofen ist ein Beispiel für die traditionelle Wiener Handwerkskunst, bei der Funktionalität und Ästhetik auf harmonische Weise verbunden wurden.
Der massive, traditionelle, Eisschrank mit dunkler Holzverkleidung und robusten Metallbeschlägen, der als Vorratsschrank diente, ist ein weiteres historisches Juwel. Solche Schränke dienten in der Zeit vor modernen Kühlsystemen der Lagerung von Lebensmitteln und Getränken. Die dekorativen Weinspender, mit schmiedeeisernen Weinrebenmotiven, auf dem Schrank sind Zeuge seiner Geschichte als frühere Hietzinger Weinstube.
Bemerkenswert sind die originalen Holztische, die mit traditionellen Reparaturtechniken wie Schwalbenschwanzverbindungen und Holzklammern erhalten wurden. Diese handwerklichen Details spiegeln die nachhaltige Nutzung von Materialien in früheren Zeiten wider und zeugen von der hohen Qualität der ursprünglichen Einrichtung.
Die Kombination aus authentischer Handwerkskunst, historischen Dekorationen und den erhaltenen Originalelementen macht das Maxing Stüberl zu einem einzigartigen Ort, der die Wiener Wirtshauskultur in ihrer ursprünglichsten Form bewahrt.

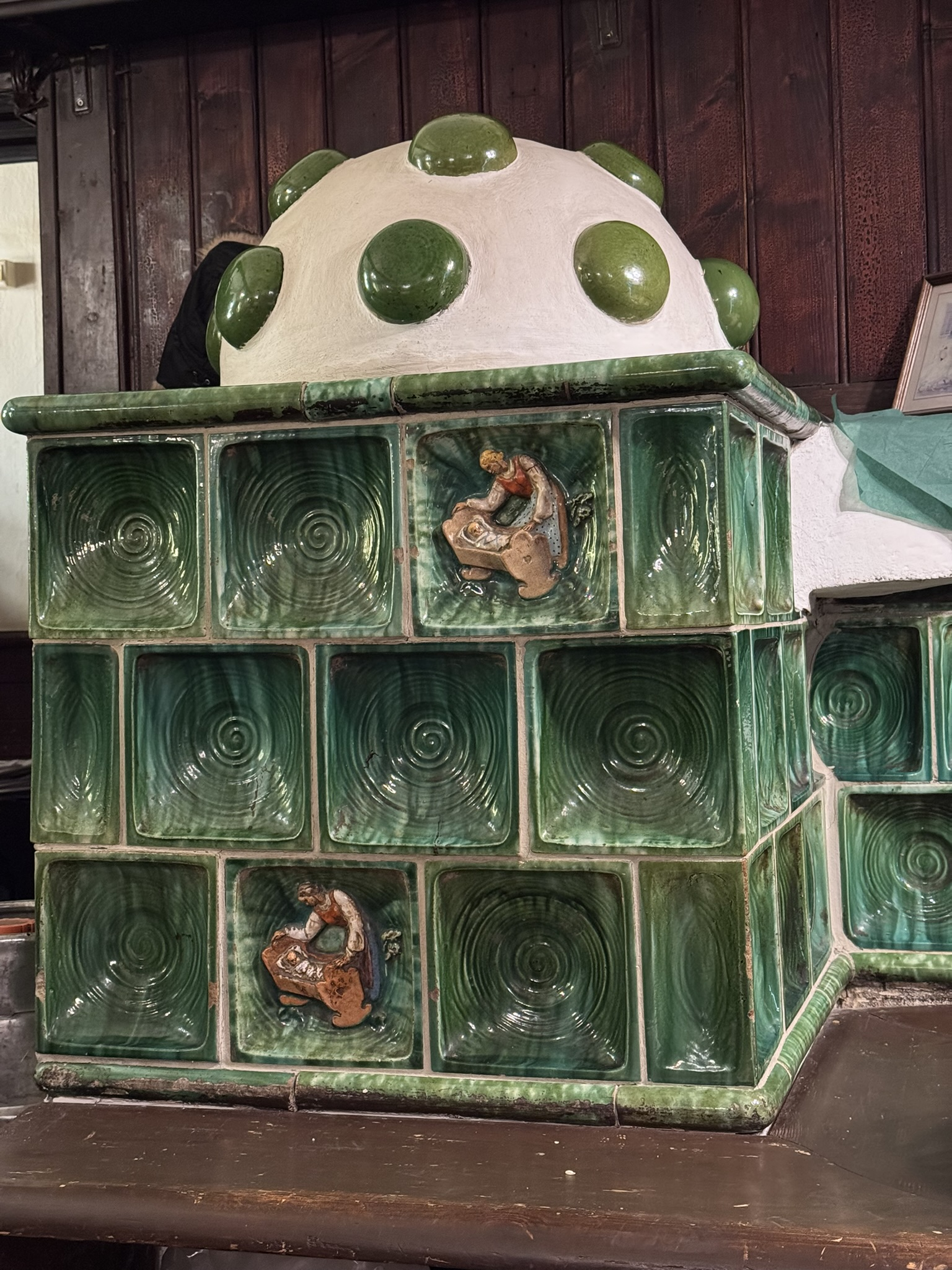
Kachelofen
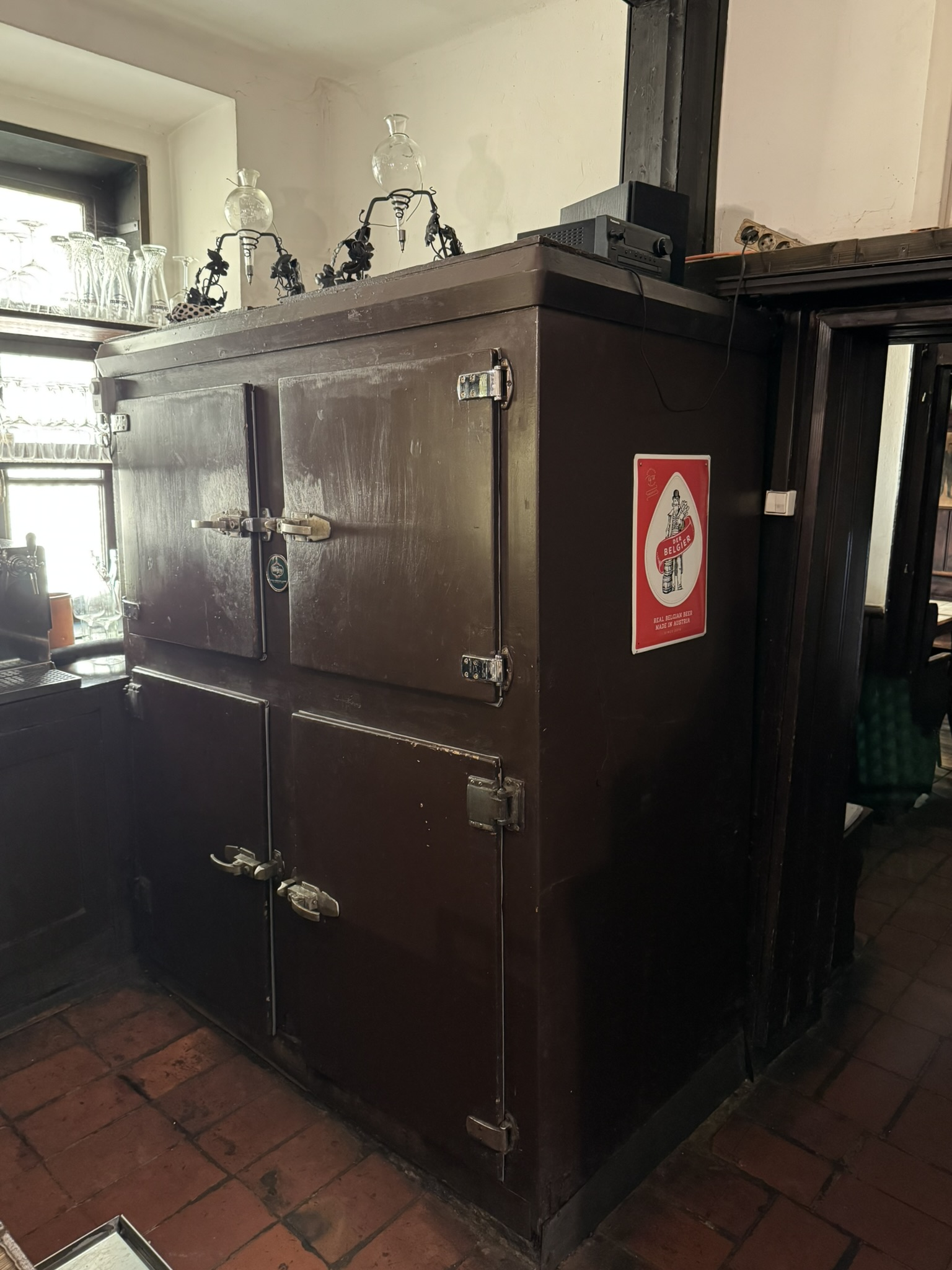
Vorratsschrank
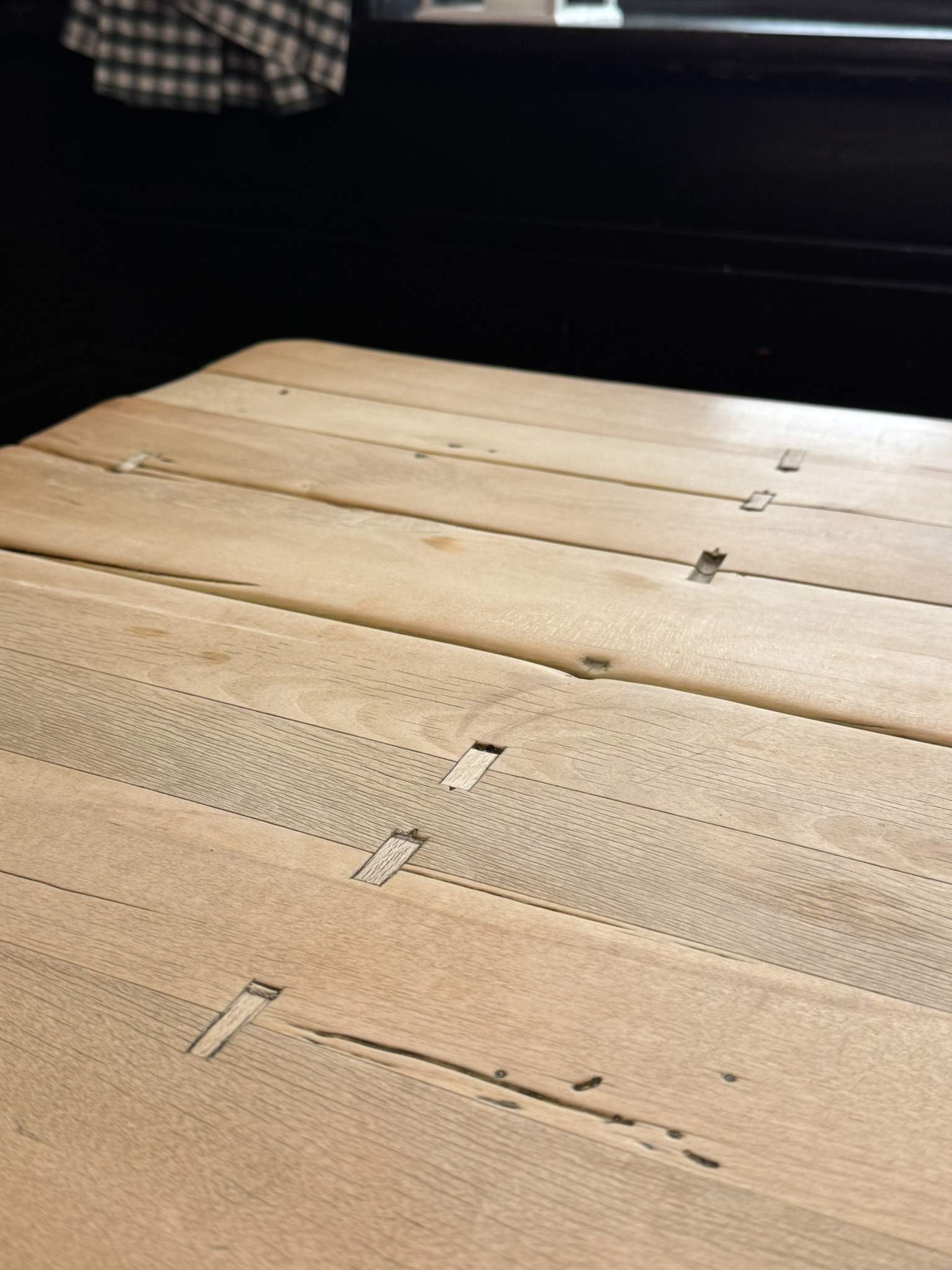
Holztisch

## Kulinarisches Angebot
Die Speisekarte des Maxing Stüberls bietet klassische Wiener Gerichte wie Backhendl, Rindsrouladen und Kalbsrahmgulasch. Saisonale Spezialitäten wie gefüllte Paprika und vegetarische Optionen runden das Angebot ab. Bekannt ist das Lokal für seine im Butterschmalz gebackenen Schnitzel.